# 曲山英里
曲山 英里（きょくやま えり、1979年4月12日 - ）は、日本の元ファッションモデル、元女優。埼玉県出身・元アガペー所属。旧芸名は曲山 えり。
かつてはオスカープロモーションに所属していた。

## 略歴
- 大東文化大学第一高等学校卒業。
- 1997年、「曲山えり」の芸名でテイジン水着キャンペーンガールとしてデビューする[2]。1999年、サントリーDハイ小町（キャンペーンガール）を務める。
- デビュー当時のスリーサイズは、B84cm、W58cm、H84cmだったが、2000年9月に発売した2nd写真集「E-lips」以降は、B92cm（Fカップ）、W58cm、H85cmとなっている。
- 2002年、テレビドラマ『サラリーマン金太郎3』出演など女優としても活動し、スポーツニッポンにtoto予想コラムの執筆も行なう。
- 2002年8月、フジテレビのスポーツ番組『すぽると!』にて、「すぽると! ヴィーナスWEEK」と題し女子アナウンサー休暇中の代役スポーツキャスターとして出演する。
- 2005年夏頃、事務所を移籍し芸名を「曲山英里」に改名。しかし、その後の芸能活動はなく、2012年11月に乙葉のブログにて消息が伝えられた[3]のみで、移籍後の事務所の公式サイトからもプロフィールは削除されている[4]。

## 人物
- 高校の授業で必修となっていた書道が特技。書道6段の段位を持っている。高校2年生の時には書道の先生に「跡を継いで書道家にならないか」とも誘われたこともあった[5]。
- 若柳流の日本舞踊を7年間やっていた。クラシック・ギター、ピアノ、エレクトーンもやっていたことがある[6]。
- ある番組のリポートで取材したことがきっかけで、エジプト舞踊を習っていたことがあった。なお、昔からジャズダンスなど踊ることは得意だった[5]。
- 一家全員が大のディズニーランド好きであり、休みがあれば行くという。またあまりにもディズニー好きなために、一家で実家の埼玉から浦安市に住居を移した[6]。

## 出演

### テレビドラマ
- サラリーマン金太郎3（2002年1月6日 - 3月17日、TBS） - 結城伸子 役
  - サラリーマン金太郎4（2004年1月15日 - 3月18日、TBS）
- ビッグマネー!〜浮世の沙汰は株しだい〜（2002年4月11日 - 6月27日、フジテレビ） - 三浦美子 役
- マイリトルシェフ（2002年7月10日 - 9月11日、TBS） - 須磨絹子 役
- 逮捕しちゃうぞ（2002年10月17日 - 12月12日、テレビ朝日） - 松阪ともえ 役
- 愛するために愛されたい（2003年7月3日 - 9月4日、TBS） - 神崎裕未 役
- 独身3!!（2003年10月10日 - 12月19日、テレビ朝日） - 川島エミ 役

### 映画
- LADY DROP（2002年、ウィザードピクチャーズ）

### バラエティ
- グラビアの美少女（1999年、MONDO21）
- エブナイSATURDAY（2001年4月 - 9月、フジテレビ）
- ミッドナイトマーメイド（2002年 - 2004年 、テレビ朝日）
- 新・クイズ日本人の質問（2002年 - 2003年、NHK総合）
- ダウンタウンDX（2003年、読売テレビ）

## 作品

### 写真集
- ひまわり(バウハウスムック)（1997年11月、バウハウス、撮影：平田友二）ISBN 978-4894610651
- E-lips(パパラブックス)（2000年9月、TIS、撮影：井ノ元浩）ISBN 978-4886182470
- Pheromone（2001年7月、バウハウス、撮影：斉木弘吉）ISBN 978-4894616509
- NEXUS（2001年12月21日、音楽専科社、撮影：谷口征）ISBN 978-4872790979
- For You（2003年12月、音楽専科社、撮影：斎藤清貴）ISBN 978-4872791464

### ビデオ・DVD
- Pico 美少女ファイル 水着のエリー（2001年、発売：h.m.p Co., Ltd.）
- Final Beauty 曲山えり（2001年、発売：竹書房、販売：ビームエンタテインメント）
- Pheromone（2001年、製作：フォーブリック、発売：徳間ジャパン）
- D-Splash!（2002年、製作：フォルム、発売：キングレコード）
- h.m.pスペシャルDVD 曲山えり（2003年、発売：h.m.p Co., Ltd.）